# Étoile sportive de Bully-les-Mines
 (mars 2024).
Si vous disposez d'ouvrages ou d'articles de référence ou si vous connaissez des sites web de qualité traitant du thème abordé ici, merci de compléter l'article en donnant les références utiles à sa vérifiabilité et en les liant à la section « Notes et références ».
L'Étoile sportive Bully-les-Mines, abrégé en ES Bully-les-Mines ou simplement ES Bully, est un club de football français fondé en 1920 et basé à Bully-les-Mines, dans le Pas-de-Calais.

## Histoire
Le club est fondé en 1920 par la compagnie des mines de Béthune.
Le 7 novembre 1926, lors du deuxième tour de la Coupe de France 1926/1927, le club se hisse au deuxième tour de la compétition et rencontre le Red Star, déjà vainqueur de la compétition à trois reprises lors des éditions de 1921, 1922 et 1923. Les triples vainqueurs perdent face à l'ES Bully sur le score de 3 à 2.
Le 5 décembre 1926, le club joue les 32es de finale de la Coupe de France. Éliminé de peu sur la pelouse de Dieppe par l’US Quevilly, finaliste de cette édition, sur le score de 0 à 1.
Entre 1930 et 1960, le club artésien atteint à 17 reprises les 32èmes de finale de la Coupe de France et réalise notamment deux exploits lors de cette période.[réf. nécessaire]
Le 6 janvier 1946, au cours d’un match de 32èmes de finale de Coupe de France, l’ES Bully obtient le match nul face à Valenciennes, pensionnaire de Division 2. Le 13 janvier 1946, est joué le match retour à Bully-les-Mines et les bullygeois sortent victorieux de cette confrontation sur le score de 2 à 0. Trois semaines après cette victoire, le club de l’Artois affronte un autre pensionnaire de Division 2, le Toulouse FC. Cette fois-ci, les bullygeois ne réussissent pas l’exploit et sont éliminés après une défaite sur le score de 2 à 0.
En janvier 1959, les bullygeois retrouvent le club de Valenciennes, pensionnaire de Division 1 en 1959, pour un match de 32èmes de finale de Coupe de France. Nouvel exploit des artésiens grâce à une victoire sur le score de 2 à 1 et accèdent à nouveau au 16es de finale avant de chuter face à l’Olympique Lyonnais sur le score de 4 à 0.
Depuis sa création, le club a réussi à former quelques joueurs atteignant des équipes professionnelles, même l’équipe de France, par la suite comme Richard Krawczyk, François Bourbotte, Louis Dugauguez, René Dereuddre ou encore André Strappe.

## Palmarès et résultats sportifs

### Titres et trophées
- DH Nord-Pas-de-Calais: 1952

### Bilan sportif
L'ES Bully-les-Mines a disputé une saison en D1, lors du championnat de guerre 1941-1942.
Il a également disputé 5 saisons en Championnat de France amateur de 1948 à 1951, et de 1952 à 1954.
| Championnat                                                      | Saisons | Titres | J  | G | N | P  | Bp | Bc | Diff |
| ---------------------------------------------------------------- | ------- | ------ | -- | - | - | -- | -- | -- | ---- |
| Division de guerre (1941-1942)                                   | 1       | 0      | 22 | 9 | 2 | 11 | 32 | 41 | -9   |
| Division nationale du championnat de France amateurs (1948-1954) | 5       | 0      |    |   |   |    |    |    |      |

## Joueurs
- René Dereuddre
- André Strappe
- Roger Meerseman
- Robert Défossé
- Louis Dugauguez